# Aouste
Pour les articles homonymes, voir Aouste (homonymie).
Aouste /a.ut/ est une commune française située dans le département des Ardennes, en région Grand Est. Ses habitants s'appellent les Aoustiens et les Aoustiennes.

## Géographie
Le village est situé à 4 km à l'est de Rumigny, au cœur de la Thiérache ardennaise. Il est traversé par l'Aube.

### Communes limitrophes
Aouste est limitrophe de sept communes.
|                     | Champlin | Estrebay |
| Rumigny             | Aouste   | Prez     |
| Blanchefosse-et-Bay | La Férée | Liart    |

### Hydrographie
La commune est dans la région hydrographique « la Seine du confluent de l'Oise (inclus) à l'embouchure » au sein du bassin Seine-Normandie. Elle est drainée par l'Aube, le ruisseau de Gandlu, le ruisseau de Laval Destrebay, le ruisseau du Petit Moulin, le ruisseau du Moulin Veron, le cours d'eau 02 de la commune d'Aouste et le cours d'eau 01 de la commune de la Férée,.
L'Aube, d'une longueur de 18 km, prend sa source dans la commune de Flaignes-Havys et se jette  dans le Ton à Hannapes, après avoir traversé cinq communes.

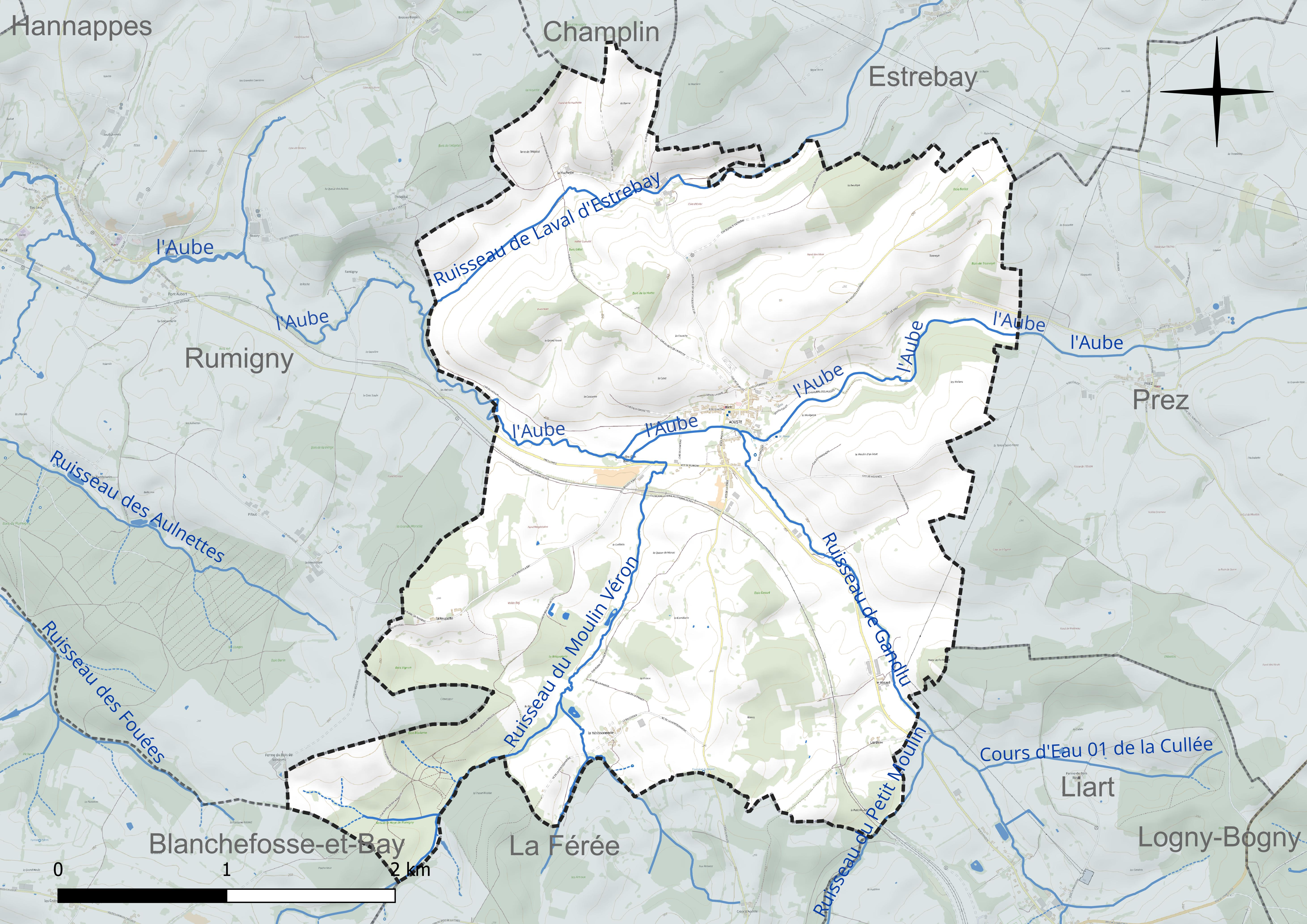
Réseaux hydrographique d'Aouste.

### Climat
Pour des articles plus généraux, voir Climat du Grand Est et Climat des Ardennes.
En 2010, le climat de la commune est de type climat de montagne, selon une étude du Centre national de la recherche scientifique s'appuyant sur une série de données couvrant la période 1971-2000. En 2020, Météo-France publie une typologie des climats de la France métropolitaine dans laquelle la commune est exposée à un climat océanique altéré et est dans la région climatique Nord-est du bassin Parisien, caractérisée par un ensoleillement médiocre, une pluviométrie moyenne régulièrement répartie au cours de l’année et un hiver froid (3 °C).
Pour la période 1971-2000, la température annuelle moyenne est de 9,6 °C, avec une amplitude thermique annuelle de 15,2 °C. Le cumul annuel moyen de précipitations est de 949 mm, avec 14 jours de précipitations en janvier et 9,8 jours en juillet. Pour la période 1991-2020, la température moyenne annuelle observée sur la station météorologique de Météo-France la plus proche, « Signy-l'abbaye », sur la commune de Signy-l'Abbaye à 13 km à vol d'oiseau, est de 10,2 °C et le cumul annuel moyen de précipitations est de 1 060,5 mm. 
La température maximale relevée sur cette station est de 40 °C, atteinte le 25 juillet 2019 ; la température minimale est de −20,5 °C, atteinte le 17 janvier 1985,,.
Les paramètres climatiques de la commune ont été estimés pour le milieu du siècle (2041-2070) selon différents scénarios d'émission de gaz à effet de serre à partir des nouvelles projections climatiques de référence DRIAS-2020. Ils sont consultables sur un site dédié publié par Météo-France en novembre 2022.

## Urbanisme

### Typologie
Au 1er janvier 2024, Aouste est catégorisée commune rurale à habitat dispersé, selon la nouvelle grille communale de densité à 7 niveaux définie par l'Insee en 2022.
Elle est située hors unité urbaine et hors attraction des villes,.

### Occupation des sols
L'occupation des sols de la commune, telle qu'elle ressort de la base de données européenne d’occupation biophysique des sols Corine Land Cover (CLC), est marquée par l'importance des territoires agricoles (78,2 % en 2018), une proportion sensiblement équivalente à celle de 1990 (78,6 %). La répartition détaillée en 2018 est la suivante : 
prairies (55,1 %), forêts (19 %), terres arables (16,8 %), zones agricoles hétérogènes (6,3 %), zones urbanisées (2,8 %). L'évolution de l’occupation des sols de la commune et de ses infrastructures peut être observée sur les différentes représentations cartographiques du territoire : la carte de Cassini (XVIIIe siècle), la carte d'état-major (1820-1866) et les cartes ou photos aériennes de l'IGN pour la période actuelle (1950 à aujourd'hui).

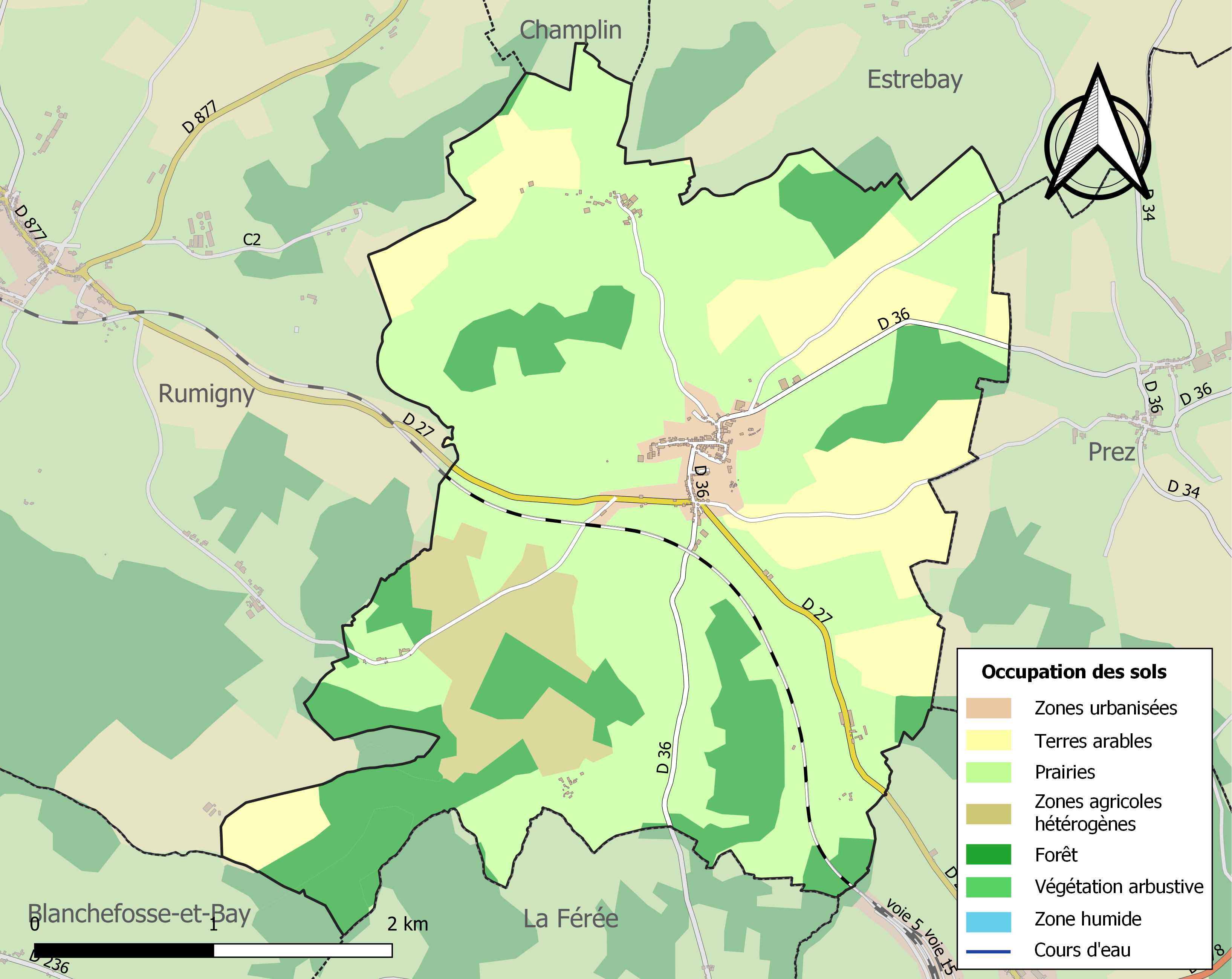
Carte des infrastructures et de l'occupation des sols de la commune en 2018 (CLC).

## Toponymie
Attestée sous la forme Augusta en 887. Augusta (villa).
Du latin augustus (saint, consacré) ou de augur (augure, variété de prêtre qui prédisait l’avenir).

## Politique et administration

### Liste des maires
| Période                                  | Période                   | Identité                                      | Étiquette       | Qualité                                                                      |
| ---------------------------------------- | ------------------------- | --------------------------------------------- | --------------- | ---------------------------------------------------------------------------- |
| maire en 1968                            | ?                         | Michel Patris                                 | UDR             | Agriculteur exploitant Député-suppléant du député Lucien Meunier (1968-1973) |
| avant 1988                               | 1989                      | Pierre Deglaire                               |                 |                                                                              |
| 1989                                     | En cours (au 23 mai 2020) | Xavier Coffart Réélu pour le mandat 2020-2026 | UDF puis UMP-LR | Conseiller général du canton de Rumigny (1998-2004)                          |
| Les données manquantes sont à compléter. |                           |                                               |                 |                                                                              |

## Démographie
L'évolution du nombre d'habitants est connue à travers les recensements de la population effectués dans la commune depuis 1793. Pour les communes de moins de 10 000 habitants, une enquête de recensement portant sur toute la population est réalisée tous les cinq ans, les populations de référence des années intermédiaires étant quant à elles estimées par interpolation ou extrapolation. Pour la commune, le premier recensement exhaustif entrant dans le cadre du nouveau dispositif a été réalisé en 2008.

En 2022, la commune comptait 202 habitants, en évolution de −3,35 % par rapport à 2016 (Ardennes : −2,97 %, France hors Mayotte : +2,11 %).
| 1793 | 1800 | 1806 | 1821 | 1831 | 1836 | 1841 | 1846 | 1851 |
| ---- | ---- | ---- | ---- | ---- | ---- | ---- | ---- | ---- |
| 542  | 551  | 548  | 616  | 684  | 698  | 642  | 624  | 607  |

| 1866 | 1872 | 1876 | 1881 | 1886 | 1891 | 1896 | 1901 | 1906 |
| ---- | ---- | ---- | ---- | ---- | ---- | ---- | ---- | ---- |
| 624  | 607  | 587  | 561  | 590  | 565  | 523  | 516  | 511  |

| 1911 | 1921 | 1926 | 1931 | 1936 | 1946 | 1954 | 1962 | 1968 |
| ---- | ---- | ---- | ---- | ---- | ---- | ---- | ---- | ---- |
| 482  | 404  | 421  | 430  | 400  | 360  | 330  | 332  | 292  |

| 1975 | 1982 | 1990 | 1999 | 2006 | 2008 | 2013 | 2018 | 2022 |
| ---- | ---- | ---- | ---- | ---- | ---- | ---- | ---- | ---- |
| 264  | 268  | 203  | 208  | 203  | 202  | 206  | 205  | 202  |

## Culture locale et patrimoine

### Lieux et monuments
- Aouste est particulièrement connue pour son église fortifiée du XVIIe siècle, l'église Saint-Remy. L'édifice est classé monument historique en 1922[23].
- Chapelle Sainte-Philomène rue Prés-Lomes.

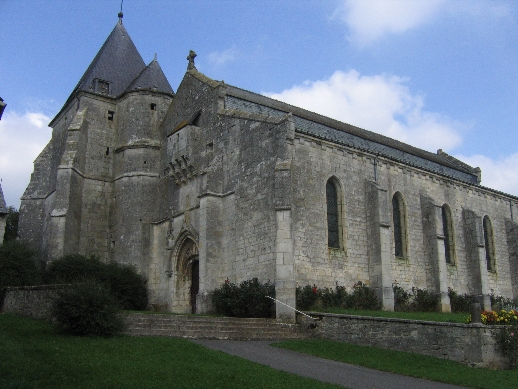
L'église fortifiée Saint-Remy d'Aouste.

### Personnalités liées à la commune
- Gérard Cornu (homme politique) né en 1952 dans la commune.

### Héraldique
| Blason de Aouste | Blason  | D'argent au lion de sable surmonté d'une burelle bretessée et contre-bretessée de gueules, à la bordure de sinople. |
| Blason de Aouste | Détails | Création MM. Baron, Demoncheaux et Jolly. Adopté le 28 juillet 1998.                                                |

## Pour approfondir